# Sant Sadurní d'Alguaire
Sant Sadurní d'Alguaire és l'església parroquial d'Alguaire (Segrià), inclosa en l'Inventari del Patrimoni Arquitectònic de Catalunya.

## Descripció
És una església d'estil barroc, amb tres naus d'ordre compost, gran cimbori i retaule major de grans dimensions, amb una façana partida en dues meitats: una amb elements d'estètica barroca i l'altra amb un tancament d'obra. Fou destruïda el 1936, durant la Guerra Civil Espanyola, i després fou refeta.

## Història
No se'n tenen gaires notícies, tot i que sembla que el temple va ser aixecat entre el final del segle xii i el segle xiii. L'any 1157 el bisbe de Lleida Guillem Pere atorgà als hospitalers les esglésies del terme d'Alguaire, però el primer esment directe de l'església no apareix fins a l'any 1361, en una visita pastoral on s'esmenta l'altar major de Beati Serni, amb diverses capellanies.
Entre els anys 1401 i 1425 la família Pelegrí tenia una fundació a l'altar major de Sant Sadurní.
L'any 1781 s'aixecà un nou temple d'estil barroc que fou destruït l'any 1936 i refet posteriorment.